# Indianapolis 500 1998
Das 82. Indianapolis 500 (offiziell 82th Running of the Indianapolis 500) auf dem Indianapolis Motor Speedway fand am 24. Mai 1998 statt und ging über eine Distanz von 200 Runden à 4,023 km, was einer Gesamtdistanz von 804,672 km entspricht.

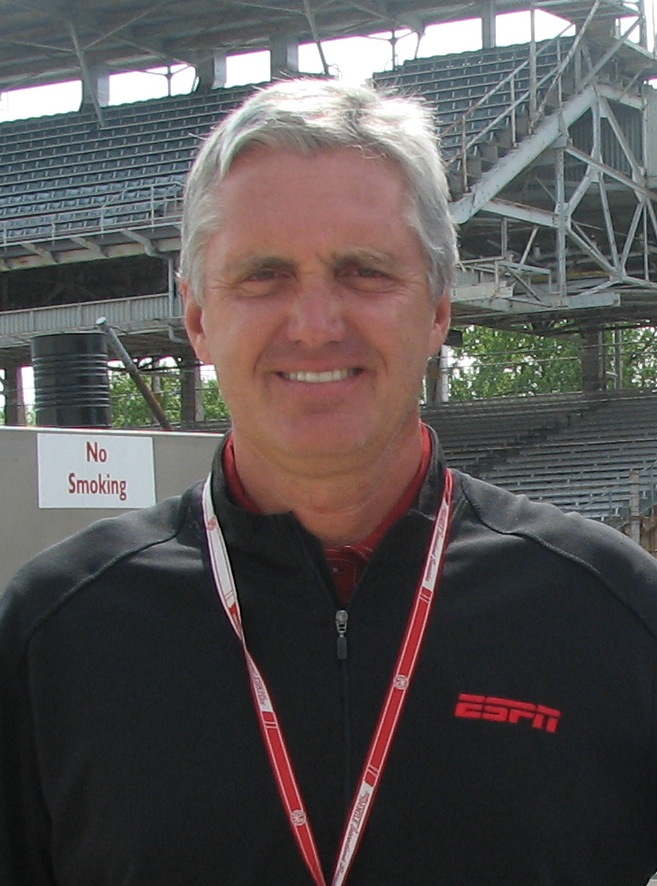
Eddie Cheever Sieger 1998

## Meldeliste
| Nr. | Fahrer             | Team                   |
| --- | ------------------ | ---------------------- |
| 1   | Tony Stewart       | Team Menard            |
| 3   | Robbie Buhl        | Team Menard            |
| 4   | Scott Goodyear     | Panther Racing         |
| 5   | Arie Luyendyk      | Treadway Racing        |
| 6   | Davey Hamilton     | Nienhouse Motorsports  |
| 7   | Jimmy Kite         | Team Scandia           |
| 8   | Scott Sharp        | Kelley Racing          |
| 9   | Johnny Unser       | Hemelgarn Racing       |
| 10  | Mike Groff         | Byrd-Cunningham Racing |
| 11  | Billy Boat         | A. J. Foyt Enterprises |
| 12  | Buzz Calkins       | Bradley Motorsports    |
| 14  | Kenny Bräck        | A. J. Foyt Enterprises |
| 15  | Eliseo Salazar     | Riley & Scott Cars     |
| 16  | Marco Greco        | Phoenix Racing         |
| 17  | Andy Michner       | Chitwood Motorsports   |
| 18  | Jack Hewitt        | PDM Racing             |
| 19  | Stan Wattles       | Metro Racing Systems   |
| 20  | Tyce Carlson       | Immke Racing           |
| 21  | Roberto Guerrero   | Pagan Racing           |
| 22  | nicht gestartet    | RSM Marko              |
| 23  | Paul Durant        | CBR Cobb Racing        |
| 24  | Dan Drinan         | D. B. Mann Motorsports |
| 27  | Claude Bourbonnais | Blueprint Racing       |
| 28  | Mark Dismore       | Kelley Racing          |
| 29  | Joe Gosek          | Liberty Racing         |
| 30  | Raul Boesel        | McCormack Motorsports  |
| 33  | Billy Roe          | Team Scandia           |
| 35  | Jeff Ward          | ISM Racing             |
| 40  | Jack Miller        | Sinden Racing Services |
| 41  | nicht gestartet    | Team Coulson Racing    |
| 44  | J. J. Yeley        | Sinden Racing Services |
| 51  | Eddie Cheever      | Team Cheever           |
| 52  | Robby Unser        | Team Cheever           |
| 53  | Jim Guthrie        | ISM Racing             |
| 54  | Hideshi Matsuda    | Beck Motorsports       |
| 55  | Steve Knapp        | ISM Racing             |
| 66  | Scott Harrington   | LP Racing              |
| 68  | nicht gestartet    | CBR Cobb Racing        |
| 77  | Stéphan Grégoire   | Chastain Motorsports   |
| 81  | John Paul jr.      | Team Pelfrey           |
| 90  | Lyn St. James      | Lyn St. James Racing   |
| 91  | Buddy Lazier       | Hemelgarn Racing       |
| 97  | Greg Ray           | Knapp Motorsports      |
| 98  | Donnie Beechler    | Cahill Auto Racing     |
| 99  | Sam Schmidt        | LP Racing              |

## Startaufstellung
| Reihe | Innen | Innen            | Mitte | Mitte          | Außen | Außen            |
| ----- | ----- | ---------------- | ----- | -------------- | ----- | ---------------- |
| 1     | 11    | Billy Boat       | 97    | Greg Ray       | 14    | Kenny Bräck      |
| 2     | 1     | Tony Stewart     | 3     | Robbie Buhl    | 99    | Sam Schmidt      |
| 3     | 8     | Scott Sharp      | 6     | Davey Hamilton | 21    | Roberto Guerrero |
| 4     | 4     | Scott Goodyear   | 91    | Buddy Lazier   | 28    | Mark Dismore     |
| 5     | 44    | J. J. Yeley      | 16    | Marco Greco    | 40    | Jack Miller      |
| 6     | 81    | John Paul jr.    | 51    | Eddie Cheever  | 12    | Buzz Calkins     |
| 7     | 17    | Andy Michner     | 53    | Jim Guthrie    | 52    | Robby Unser      |
| 8     | 18    | Jack Hewitt      | 55    | Steve Knapp    | 98    | Donnie Beechler  |
| 9     | 9     | Johnny Unser     | 7     | Jimmy Kite     | 35    | Jeff Ward        |
| 10    | 5     | Arie Luyendyk    | 19    | Stan Wattles   | 30    | Raul Boesel      |
| 11    | 77    | Stéphan Grégoire | 10    | Mike Groff     | 33    | Billy Roe        |

## Klassifikationen

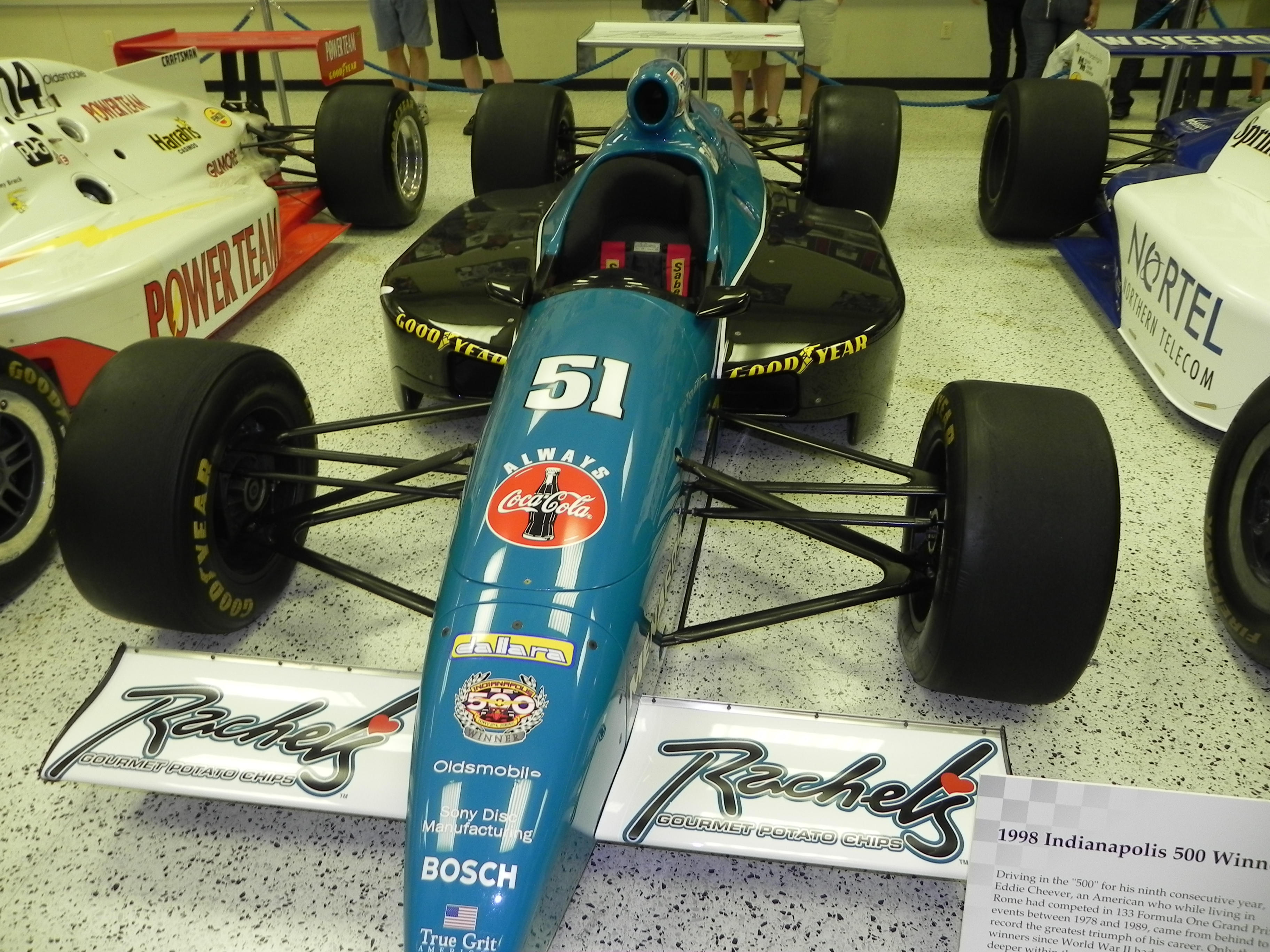
Das Siegerauto von Eddie Cheever

### Endresultat
| Pos. | Nr. | Fahrer              | Team                            | Chassis       | Motor      | R. | Runden/Ausfall | Führungsrunden | Start |
| ---- | --- | ------------------- | ------------------------------- | ------------- | ---------- | -- | -------------- | -------------- | ----- |
| 1    | 51  | Eddie Cheever       | Team Cheever                    | Dallara       | Oldsmobile | G  | 200            | 76             | 17    |
| 2    | 91  | Buddy Lazier (W)    | Hemelgarn Racing                | Dallara       | Oldsmobile | G  | 200            | 20             | 11    |
| 3    | 55  | Steve Knapp (R)     | ISM Racing                      | G-Force       | Oldsmobile | G  | 200            |                | 23    |
| 4    | 6   | Davey Hamilton      | Nienhouse Motorsports           | G-Force       | Oldsmobile | G  | 199            | 3              | 8     |
| 5    | 52  | Robby Unser (R)     | Team Cheever                    | Dallara       | Oldsmobile | G  | 198            |                | 21    |
| 6    | 14  | Kenny Bräck         | A. J. Foyt Enterprises          | Dallara       | Oldsmobile | G  | 198            | 23             | 3     |
| 7    | 81  | John Paul jr.       | Team Pelfrey                    | Dallara       | Oldsmobile | F  | 197            | 39             | 16    |
| 8    | 17  | Andy Michner (R)    | Chitwood Motorsports            | Dallara       | Oldsmobile | G  | 197            |                | 19    |
| 9    | 44  | J. J. Yeley (R)     | Sinden Racing Services          | Dallara       | Oldsmobile | F  | 197            |                | 13    |
| 10   | 12  | Buzz Calkins        | Bradley Motorsports             | G-Force       | Oldsmobile | G  | 195            | 4              | 18    |
| 11   | 7   | Jimmy Kite (R)      | Team Scandia                    | Dallara       | Oldsmobile | G  | 195            |                | 26    |
| 12   | 18  | Jack Hewitt (R)     | PDM Racing                      | G-Force       | Oldsmobile | G  | 195            |                | 22    |
| 13   | 35  | Jeff Ward           | ISM Racing                      | G-Force       | Oldsmobile | G  | 194            |                | 27    |
| 14   | 16  | Marco Greco         | Phoenix Racing                  | G-Force       | Oldsmobile | F  | Motor          |                | 14    |
| 15   | 10  | Mike Groff          | Jonathan Byrd/Cunningham Racing | G-Force       | Oldsmobile | F  | 183            |                | 32    |
| 16   | 8   | Scott Sharp         | Kelley Racing                   | Dallara       | Oldsmobile | G  | Getriebe       |                | 7     |
| 17   | 77  | Stéphan Grégoire    | Chastain Motorsports            | G-Force       | Oldsmobile | G  | 172            |                | 31    |
| 18   | 97  | Greg Ray            | Knapp Motorsports               | Dallara       | Oldsmobile | F  | Getriebe       |                | 2     |
| 19   | 30  | Raul Boesel         | McCormack Motorsports           | G-Force       | Oldsmobile | G  | 164            |                | 30    |
| 20   | 5   | Arie Luyendyk (W)   | Treadway Racing                 | G-Force       | Oldsmobile | F  | Getriebe       |                | 28    |
| 21   | 40  | Jack Miller         | Sinden Racing Services          | Dallara       | Infiniti   | F  | 128            |                | 15    |
| 22   | 21  | Roberto Guerrero    | Pagan Racing                    | Dallara       | Oldsmobile | G  | 125            |                | 9     |
| 23   | 11  | Billy Boat          | A. J. Foyt Enterprises          | Dallara       | Oldsmobile | G  | Antrieb        |                | 1     |
| 24   | 4   | Scott Goodyear      | Panther Racing                  | Dallara       | Oldsmobile | G  | Kupplung       |                | 10    |
| 25   | 9   | Johnny Unser        | Hemelgarn Racing                | Dallara       | Oldsmobile | G  | Motor          |                | 25    |
| 26   | 99  | Sam Schmidt         | LP Racing                       | Dallara       | Oldsmobile | G  | Unfall         |                | 6     |
| 27   | 28  | Mark Dismore        | Kelley Racing                   | Dallara       | Oldsmobile | G  | Unfall         |                | 12    |
| 28   | 19  | Stan Wattles (R)    | Metro Racing                    | Riley & Scott | Oldsmobile | G  | Unfall         |                | 29    |
| 29   | 53  | Jim Guthrie         | ISM Racing                      | G-Force       | Oldsmobile | G  | Unfall         |                | 20    |
| 30   | 33  | Billy Roe           | Team Scandia                    | Dallara       | Oldsmobile | G  | Unfall         |                | 33    |
| 31   | 3   | Robbie Buhl         | Team Menard                     | Dallara       | Oldsmobile | F  | Motor          |                | 5     |
| 32   | 98  | Donnie Beechler (R) | Cahill Racing                   | G-Force       | Oldsmobile | F  | Motor          |                | 24    |
| 33   | 1   | Tony Stewart        | Team Menard                     | Dallara       | Oldsmobile | F  | Motor          |                | 4     |

(R) Rookie / (W) früherer Gewinner G Goodyear Reifen F Firestone Reifen / Gelbphasen: 12 für 61 Runden